# الفن الجديد في مدينة تونس
تحتوي هذه المقالة على مختلف البنايات ذات طابع الفن الجديد في مدينة تونس العاصمة في تونس.

## عمارة أزرم
تقع هذه البناية في 53 شارع قرطاج وبنيت بين 1905 و1906. المهندس المعماري وضع لها واجهة من طراز الفن الجديد. البناية هي في الواقع نسخة بنيت على غرار عمارة لافيروت للمهندس جول لافيروت في باريس.

تختص هذه البناية بوفرة زخرفتها التي يهيمن عليها القوس المنحني. البناية شاهدة عن خبرة كبيرة في هذا المجال من الصناعة اليدوية.

في سبتمبر 2000، أصبحت هذه البناية معلما أثريا مصنفا.

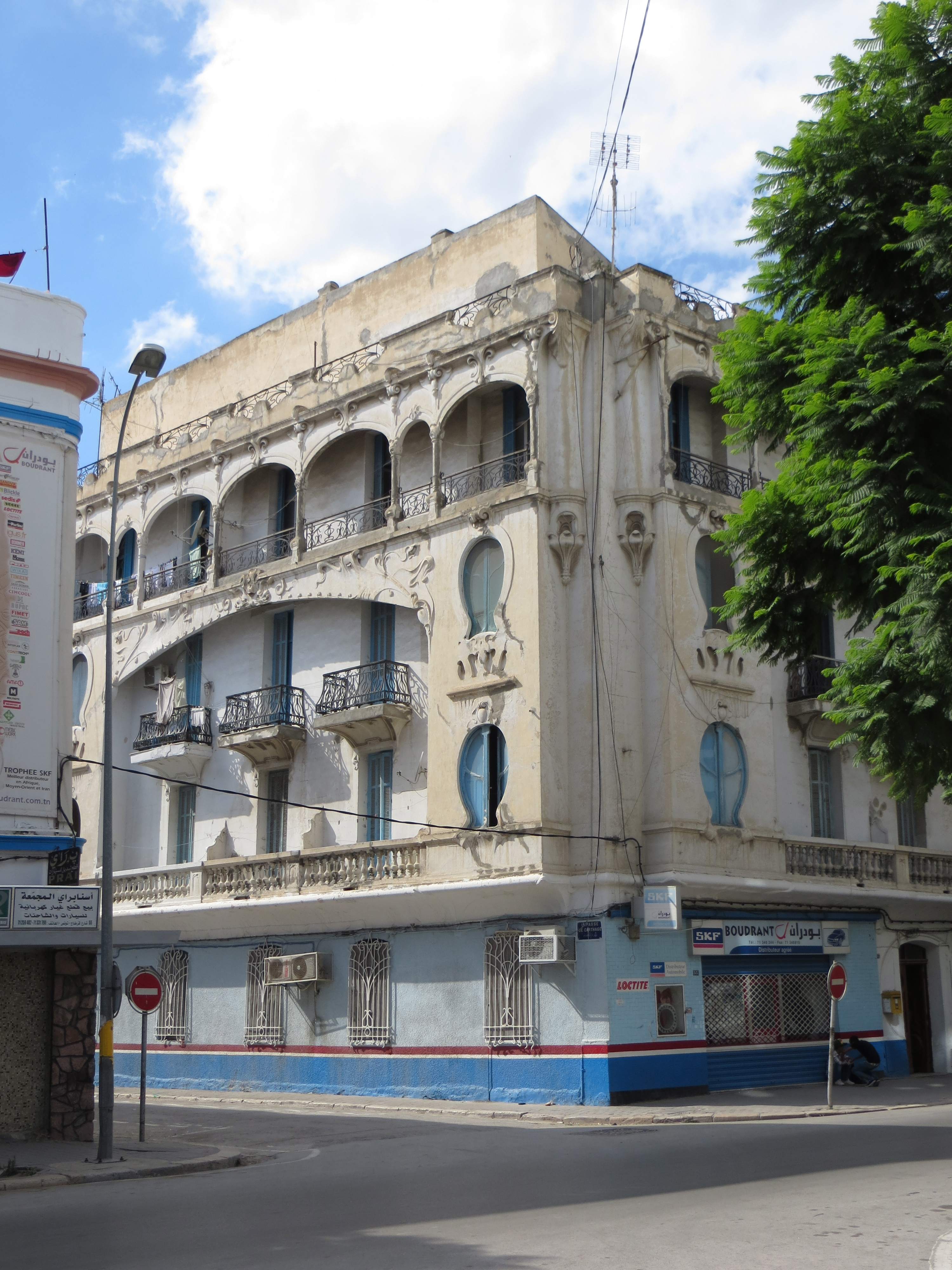
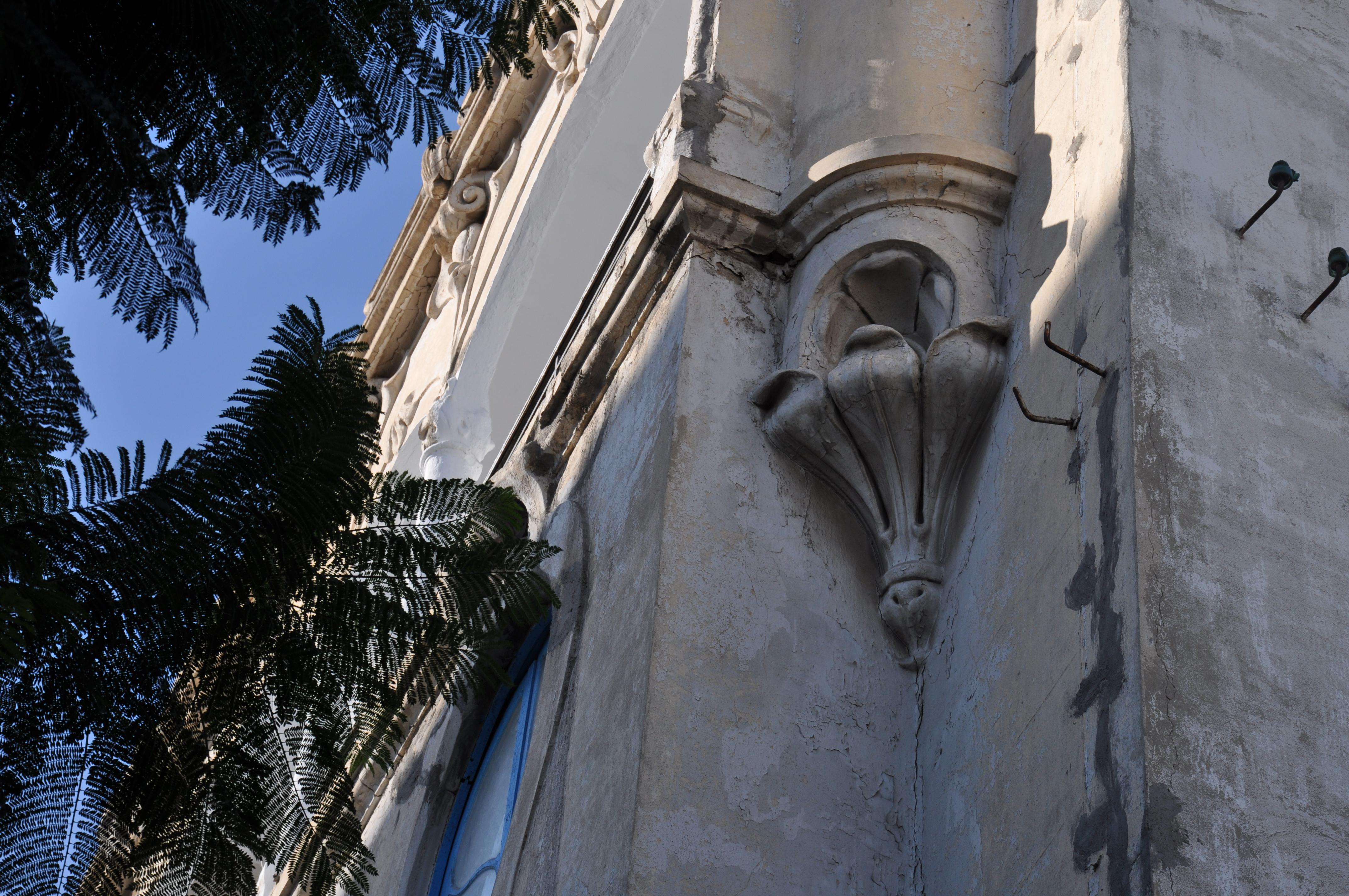
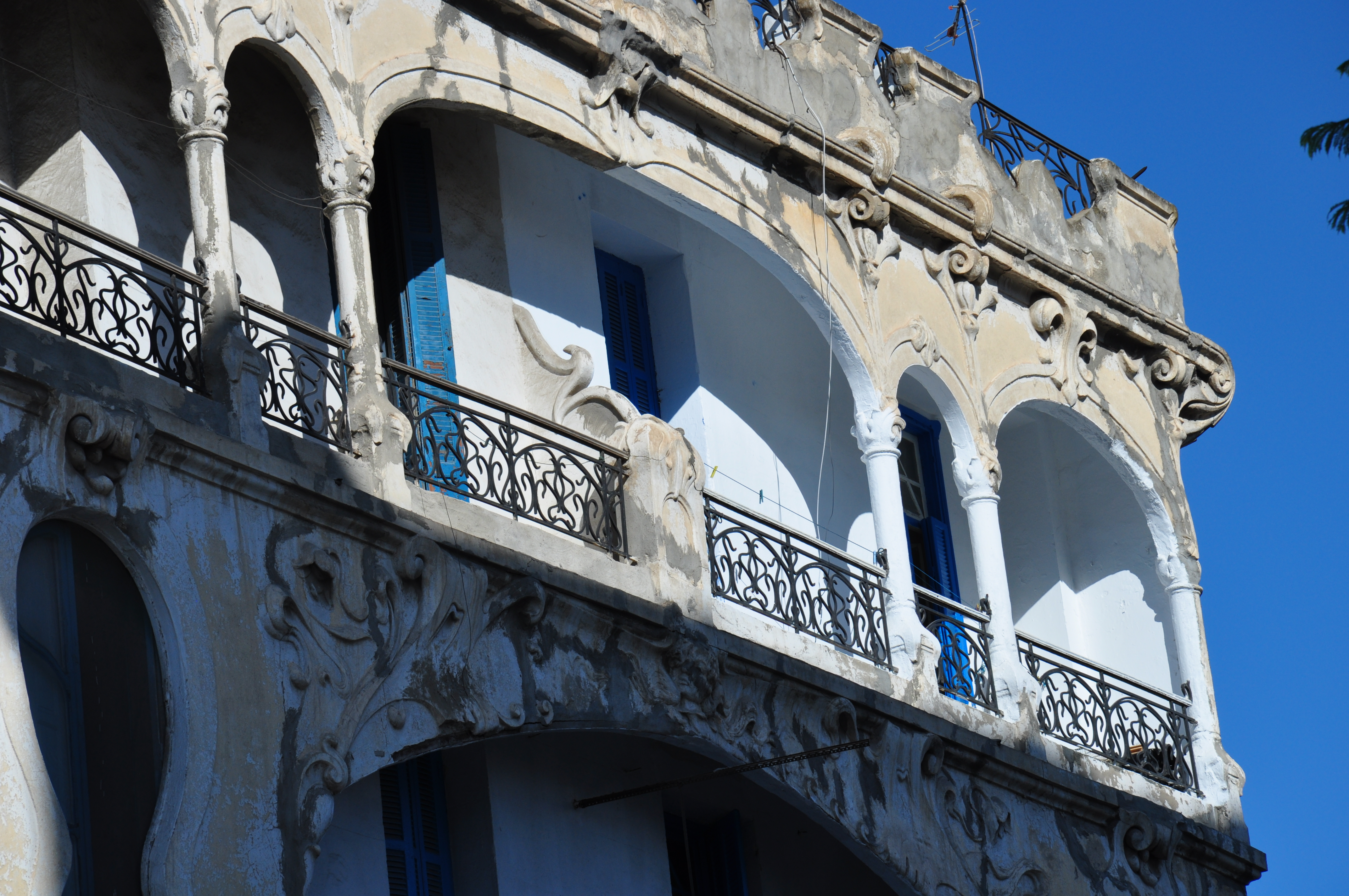
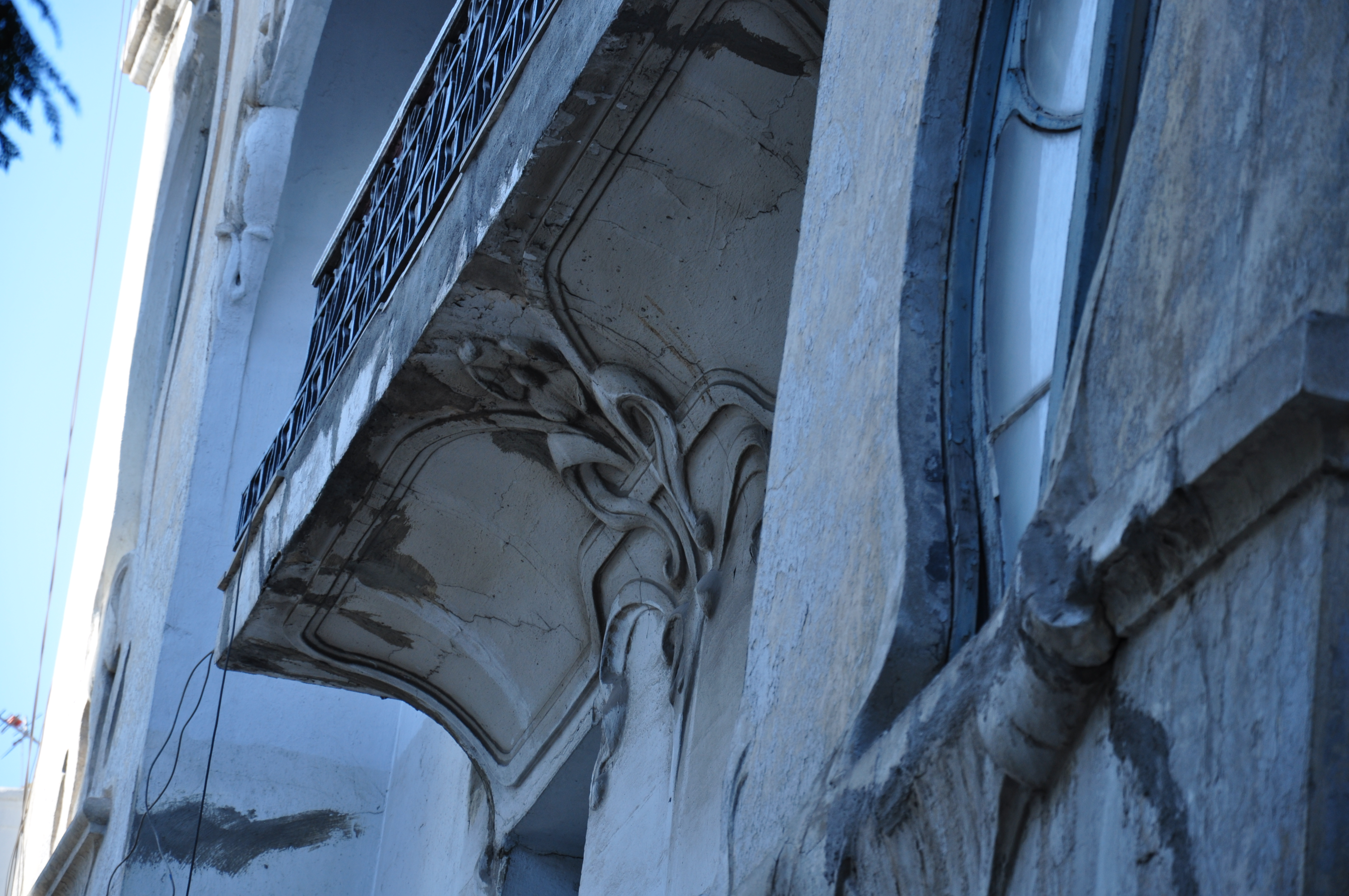
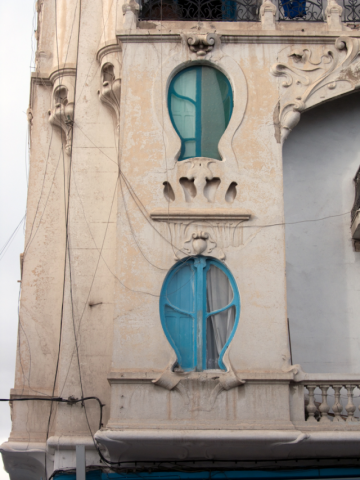

## عمارة دو غيدي
تقع البناية في 9 شارع شارل ديغول وتم بناؤها من أجل المحامي الإيطالي فرانسيسكو دو غيدي بين سنوات 1903 و1906.

تحتوي البناية على عدة طرازات فنية (موريسكي وبيزنطي) والعديد من المواد (جص، فسيفساء، خشب مطعم، حديد).

شرفات الطوابق الثلاثة متصلة ببعضها البعض عبر أعمدة ملتوية مصنوعة من الرخام الوردي، ورؤوسها متوجة بتيجان في شكل أزهار. التموجات هي سمة من سمات الفن الجديد. حواشي الطابق الأخير تحتوي على واجهة فسيفسائية.

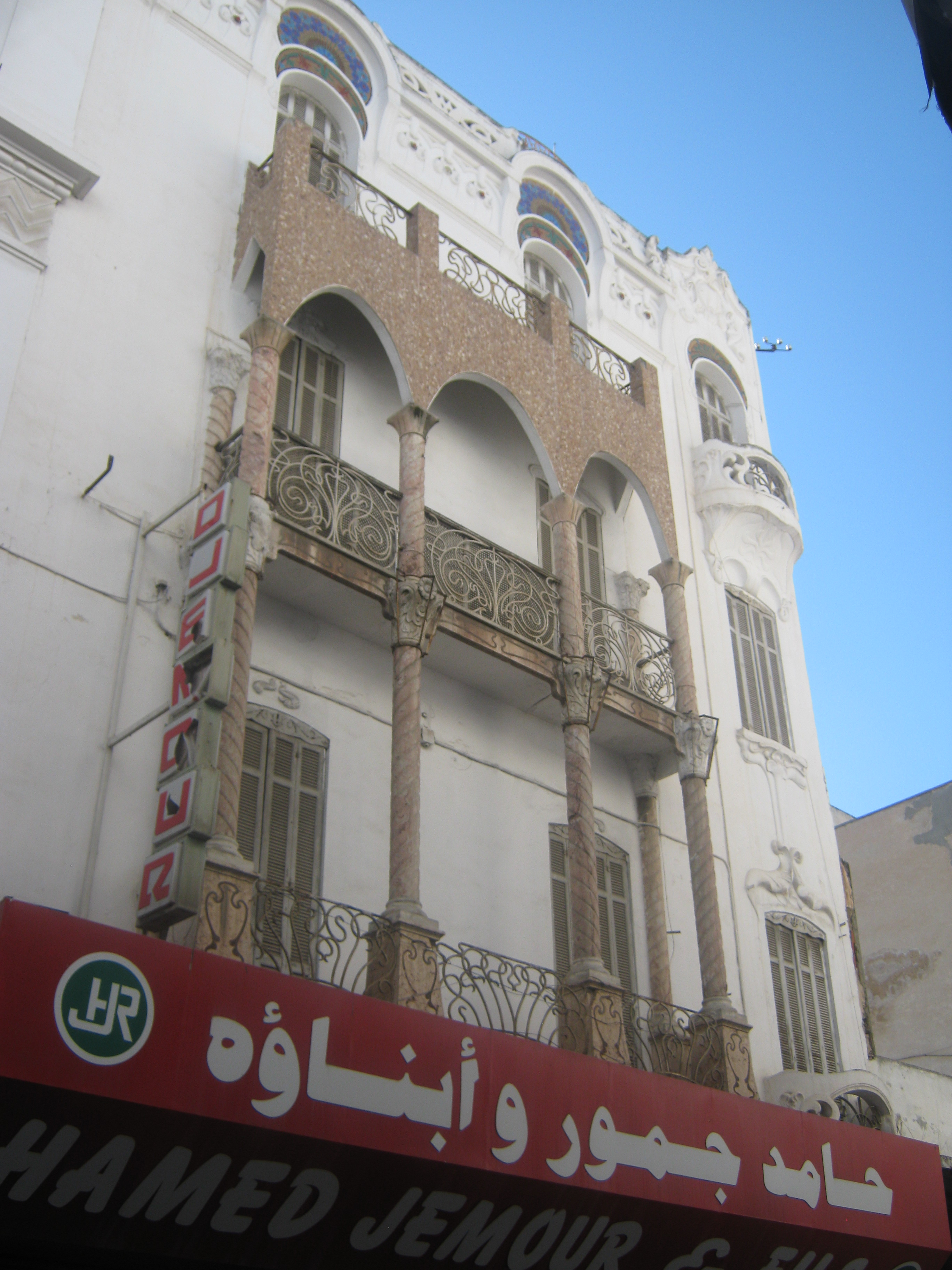
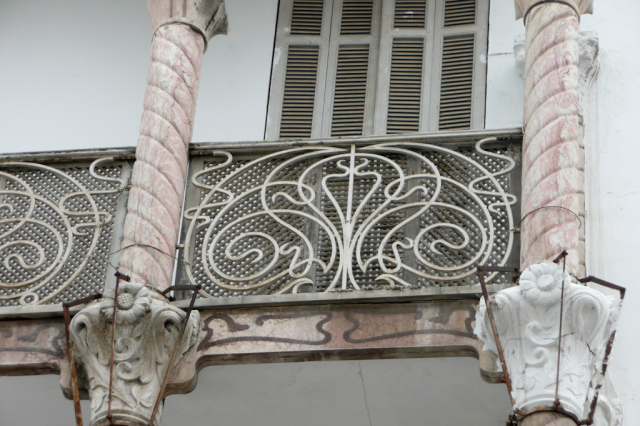
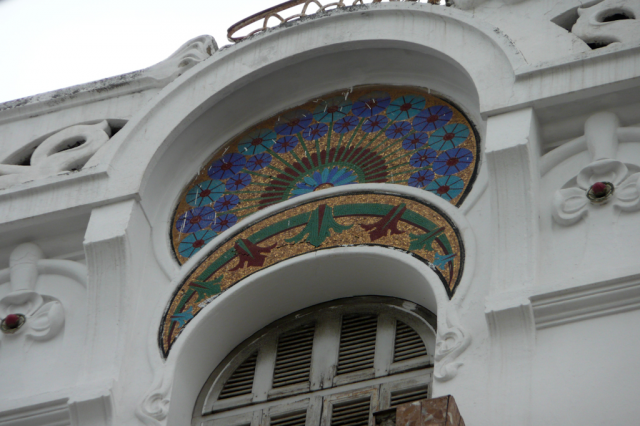

## دار بافيا
تم بناؤها في 1907، وتقع في 8 شارع السيد درويش، وهي من آخر ما تبقى من أول المنازل التي تم تشييدها في الحي التي تقع فيه. تتمثل في ذاتها على أيقونية نحتية غنية حول موضوع الحب لدى إليذا والبجعة التي تزين مدخل الباب.

شوهت البوابة بالمقارنة بما كانت عليه عند التشييد بسبب الإضافات التالية عليها.

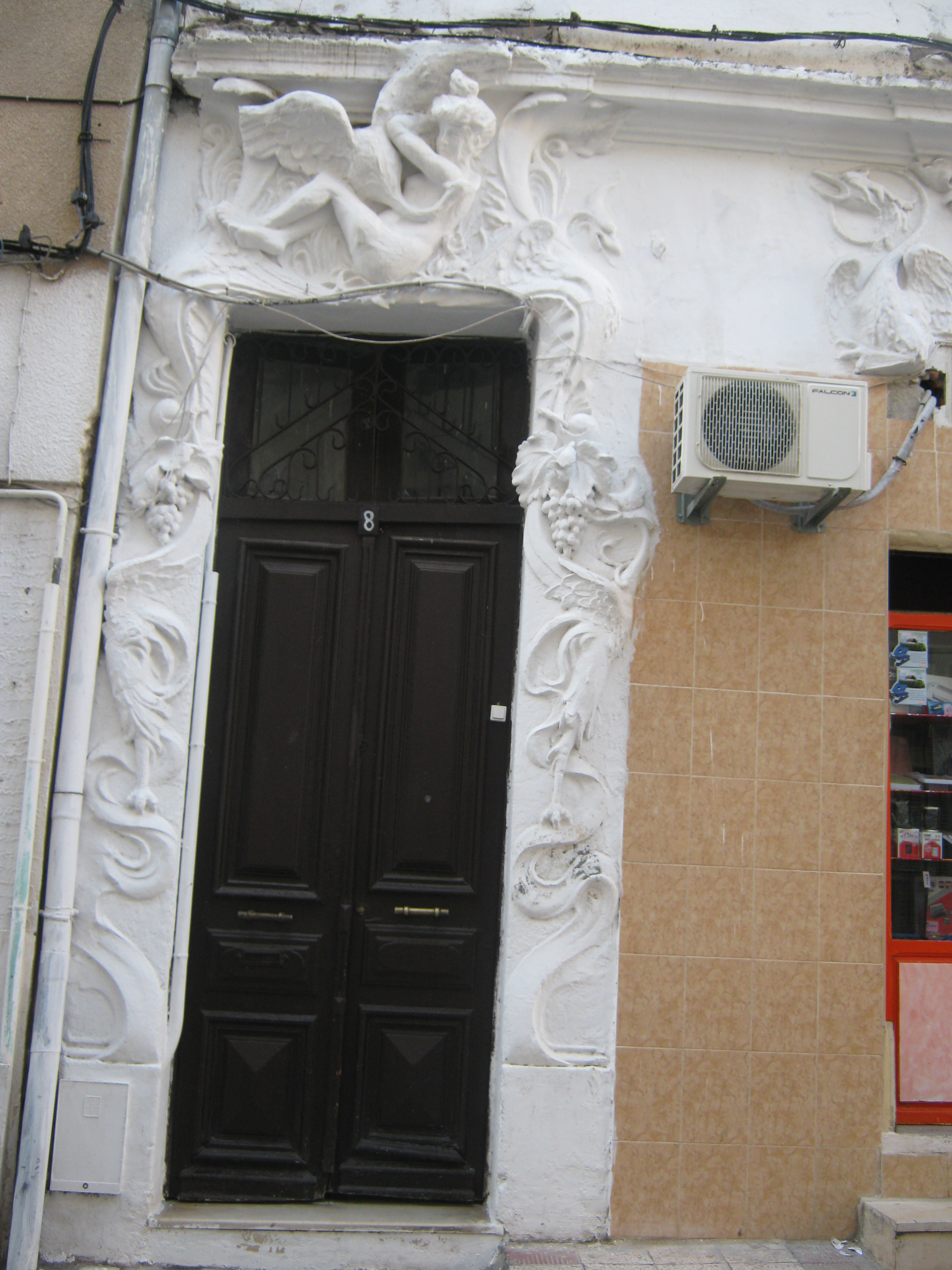
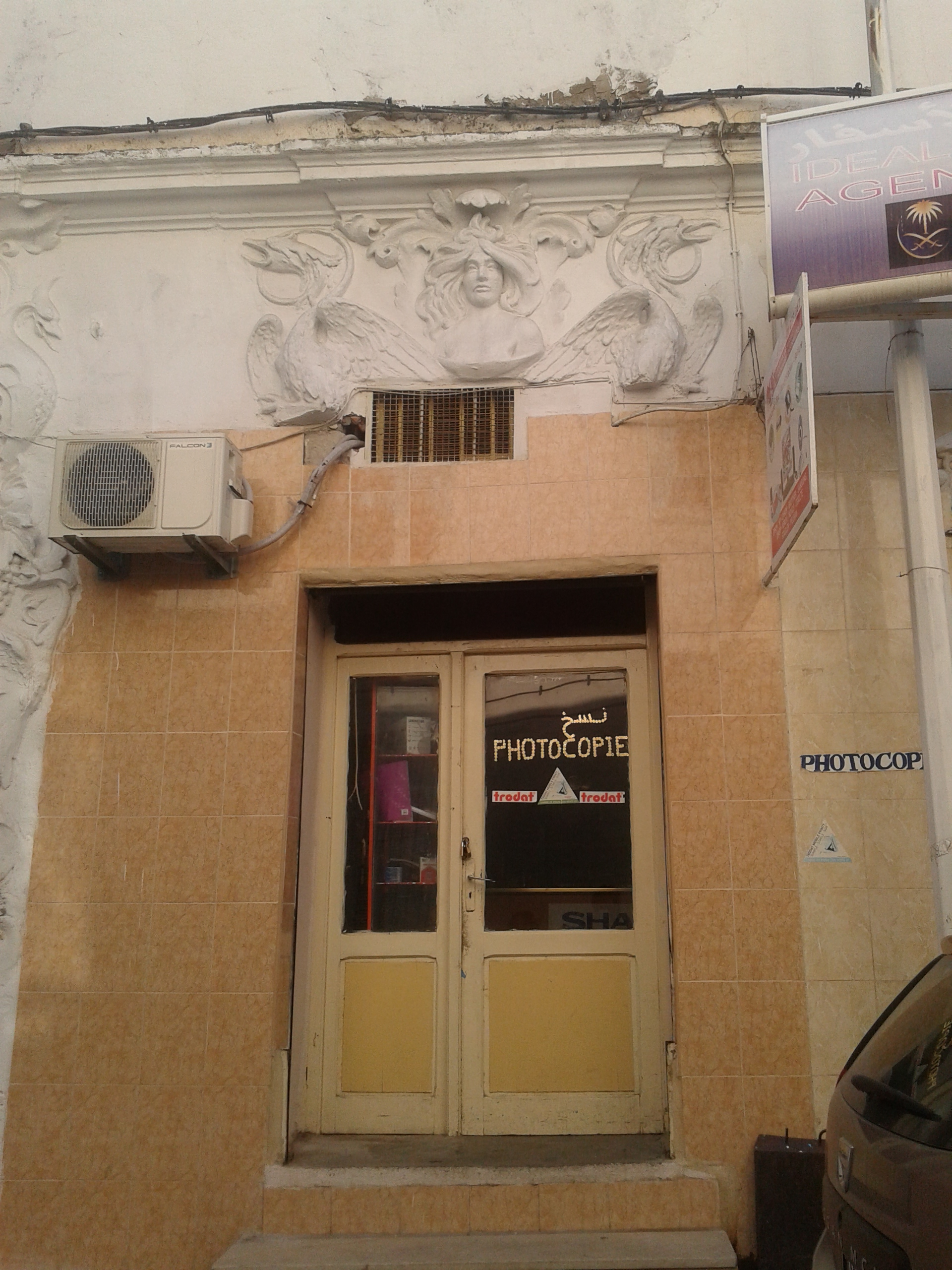

## مصحة المولود الجديد
تم إنشاء هذا المنزل في 1904، ويقع في 114 شارع الحرية، ويرجع تشييده إلى جان إيميلي رسبلوندي، وهو عمل دقيق من ناحية مواصفات الفن الجديد.

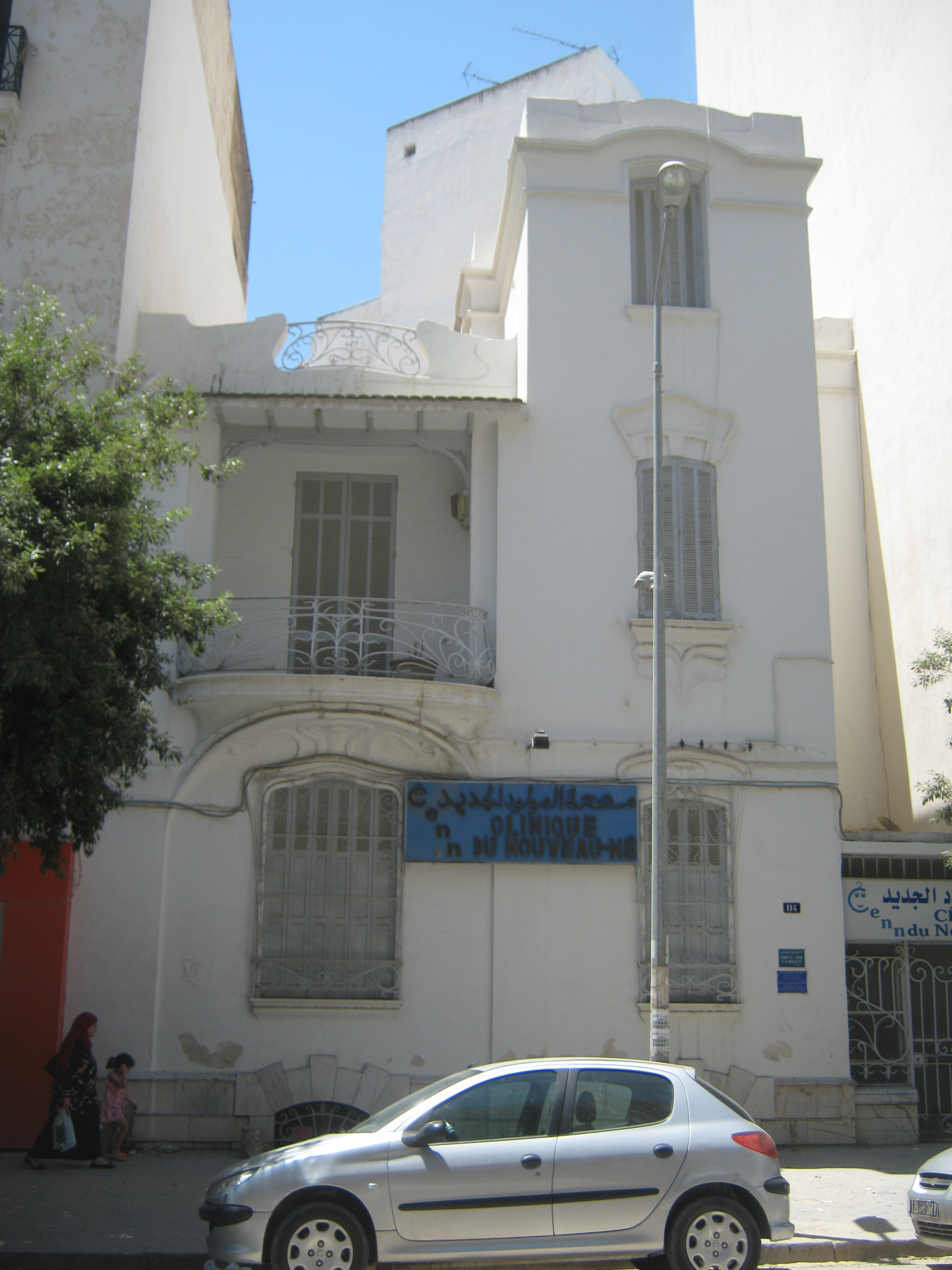
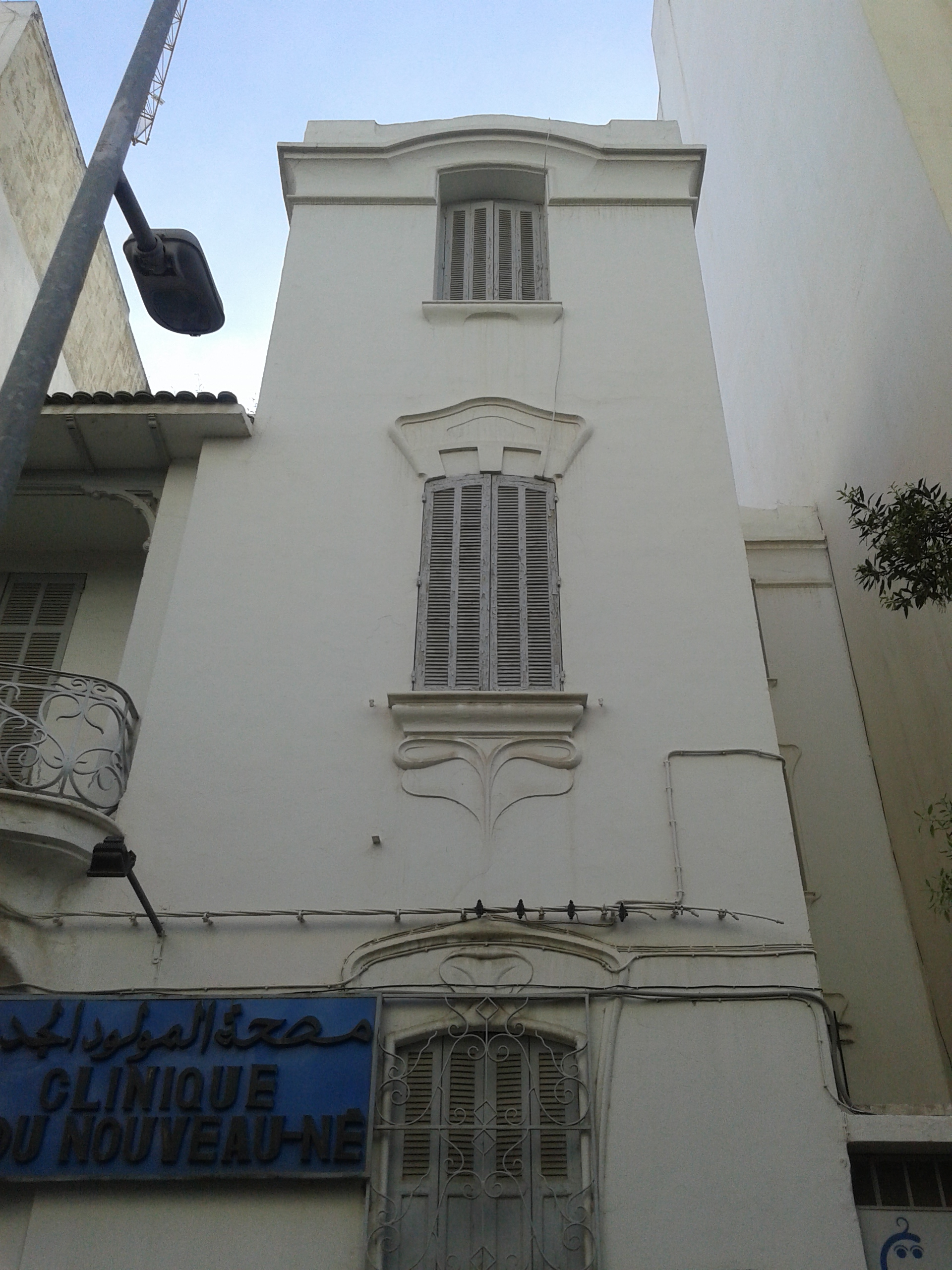
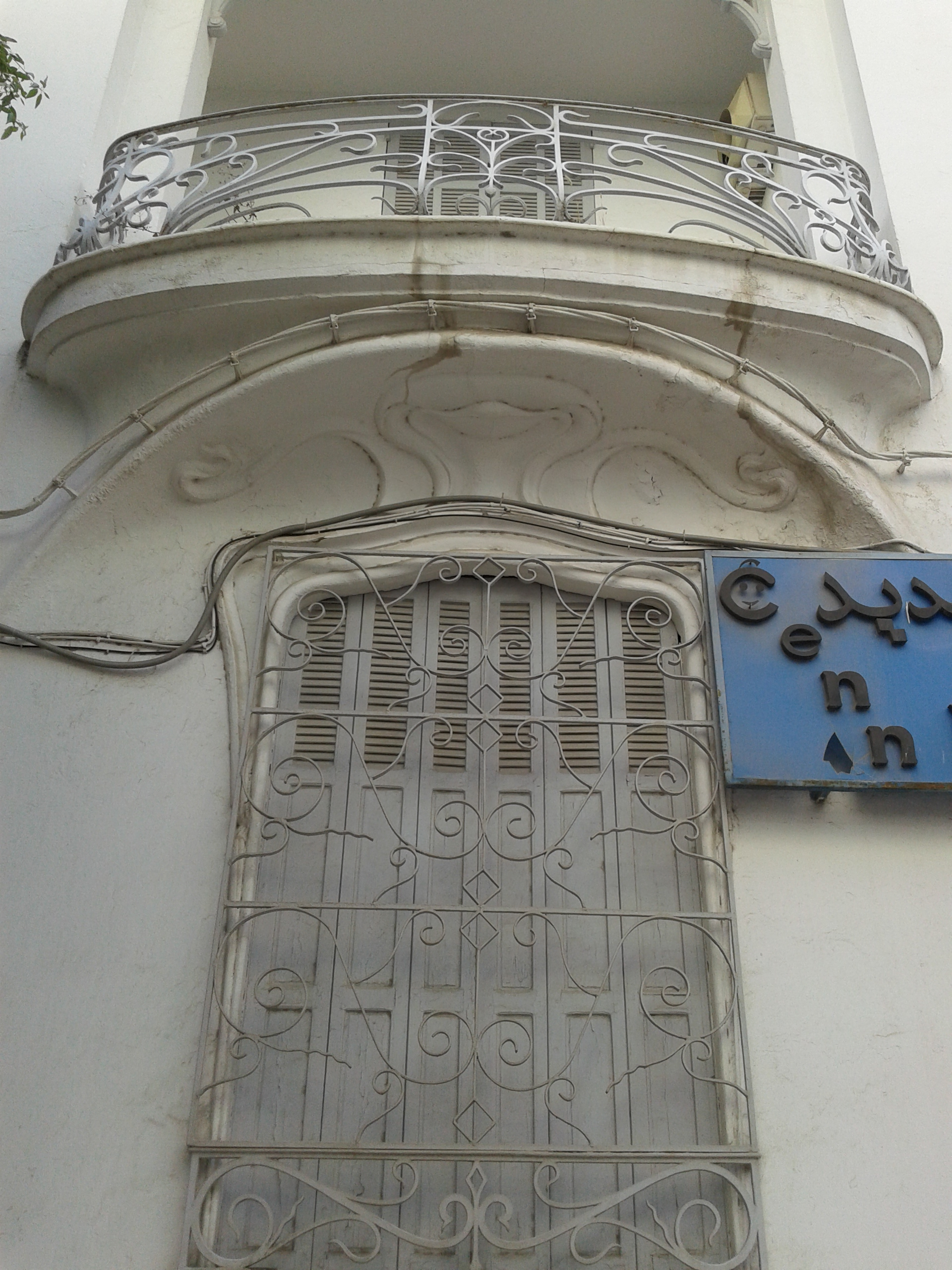

## شارع مصطفى مبارك

### مباني مختلفة
يقع غير بعيد من مدينة تونس العتيقة، تتموقع هذه البنايات على طول شارع مصطفى مبارك (سابقا ليون روش) وتكون وحدة رمزية حقيقية. ريسبلوندي هو مهندس البنايات التي تحمل أرقام 1، 3، 4، 5، 6، 8، ويرجع تأسيسها بين 1900 و1903. الأرقام 7 و10 أنشئت بعد ذلك.

يذكر أن المهندس أضاف أشرطة من الخزف ذات إلهام محلي في أعلى جزء من البنايات.

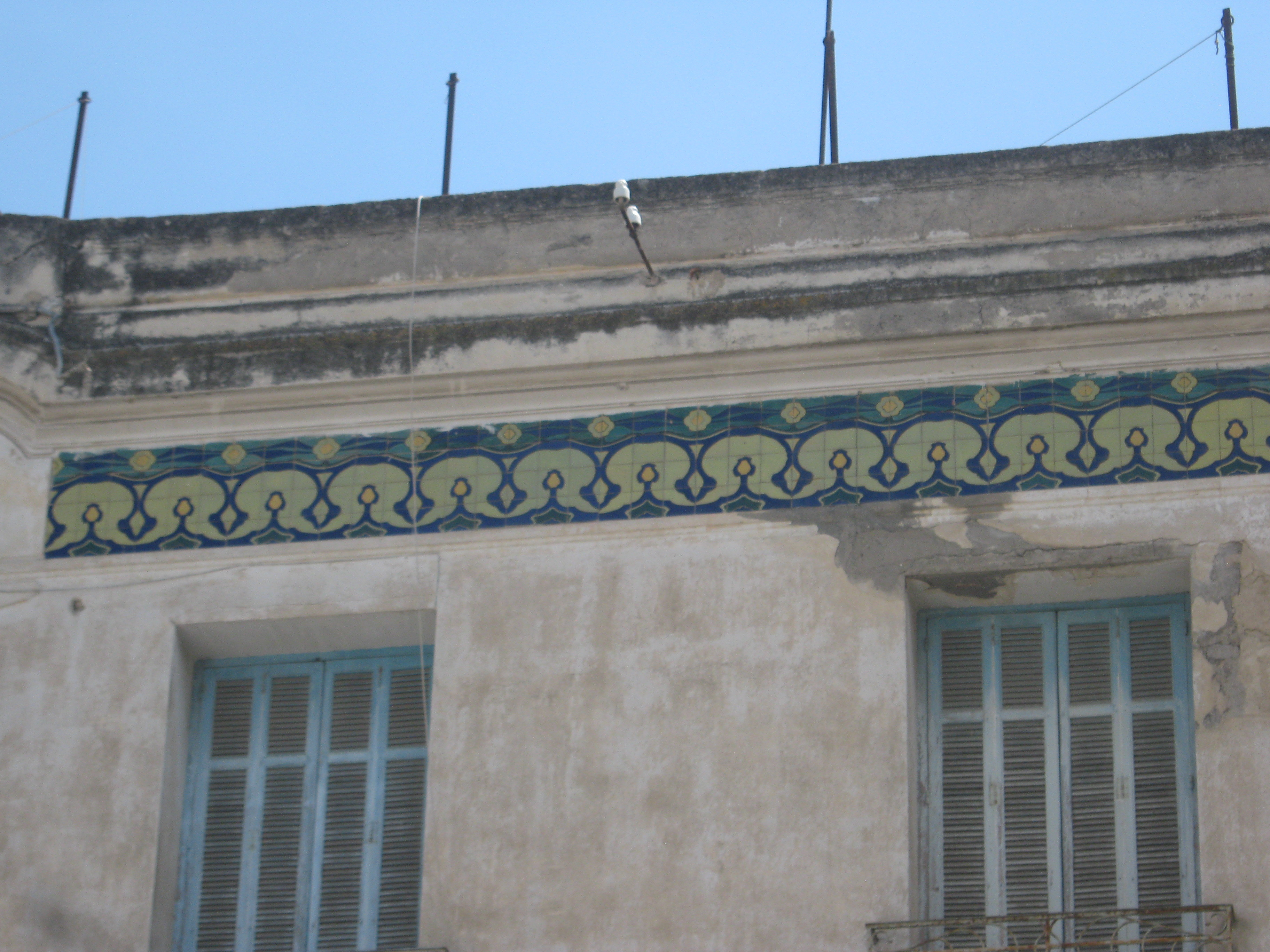
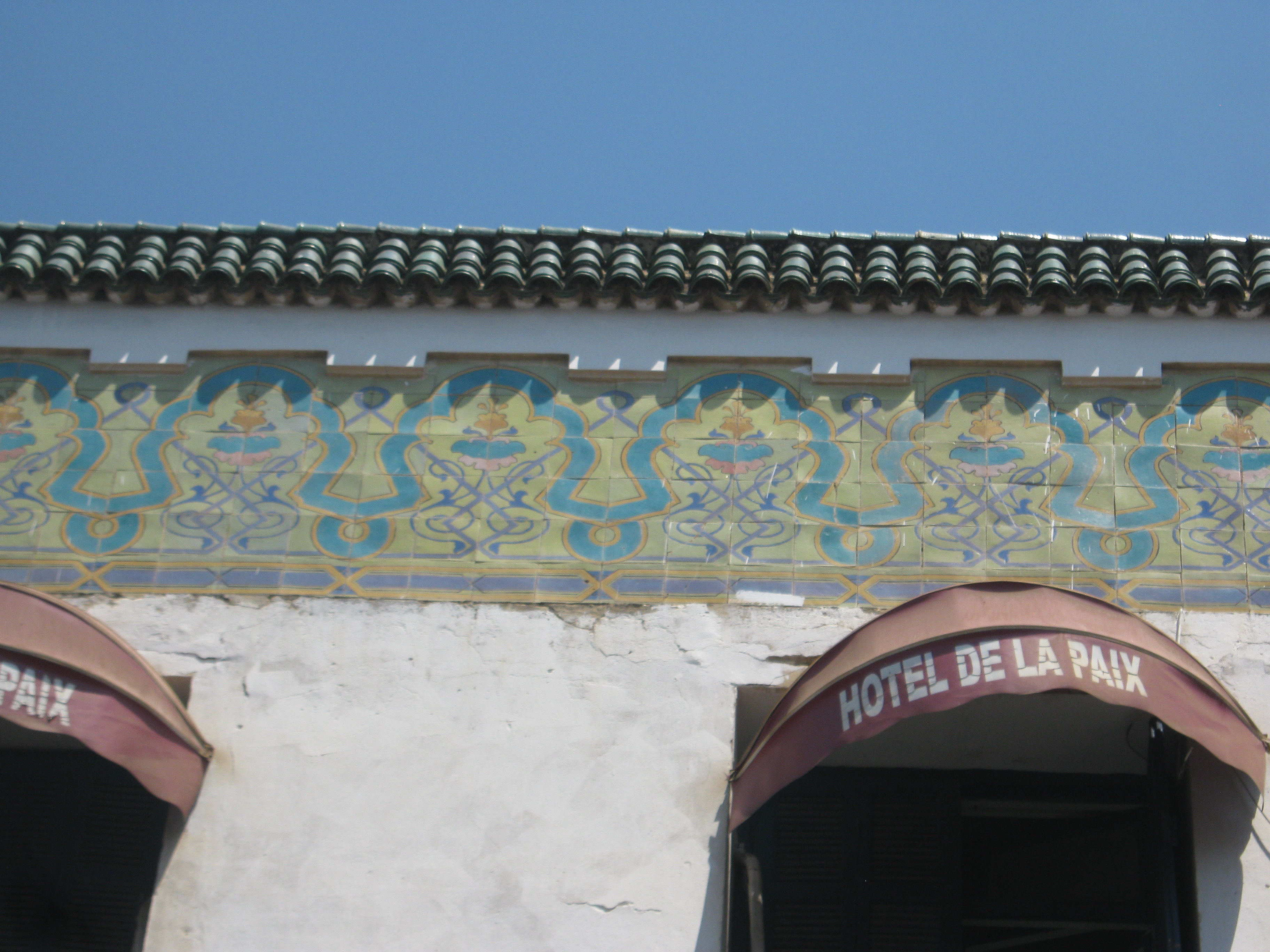
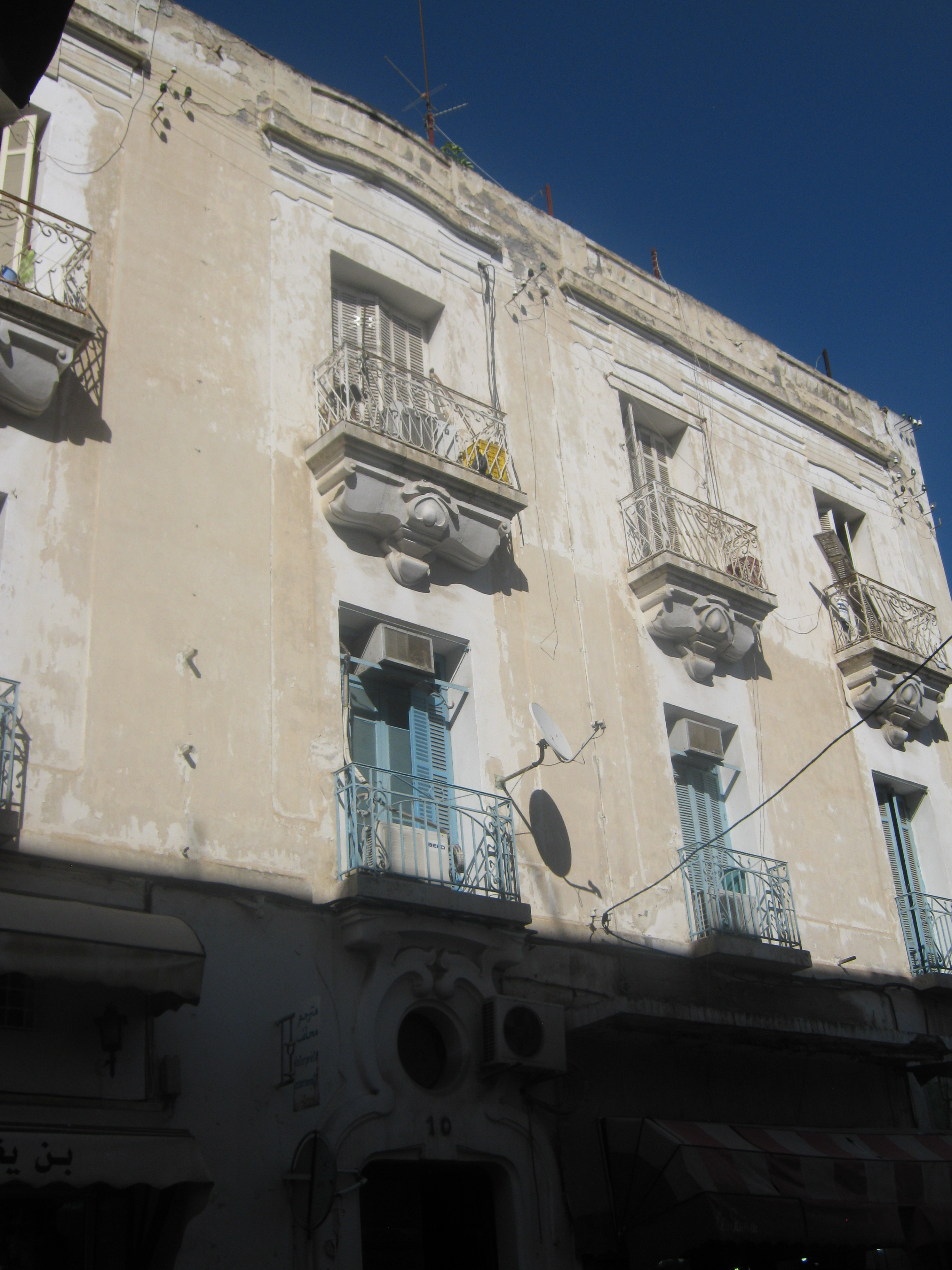
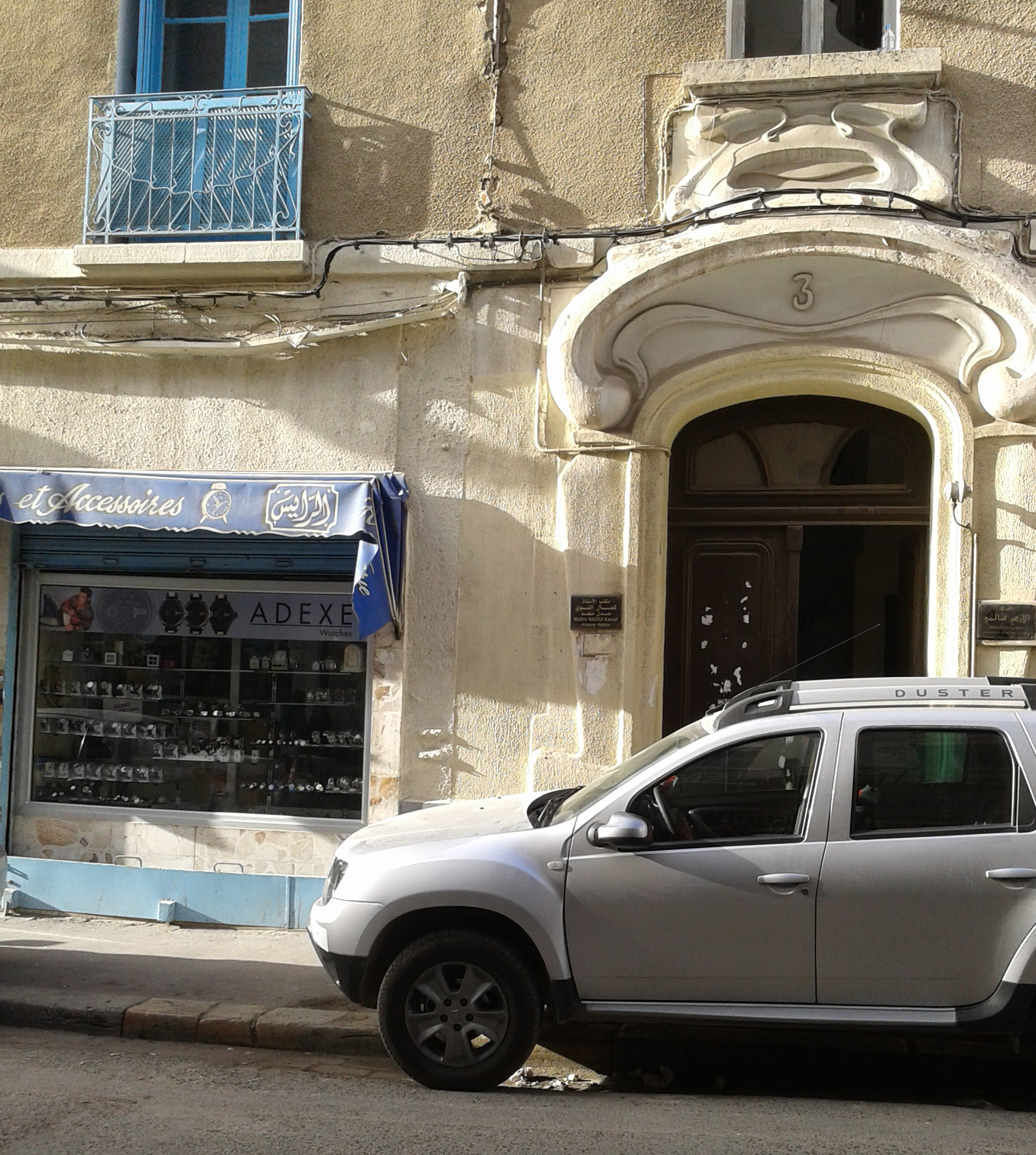
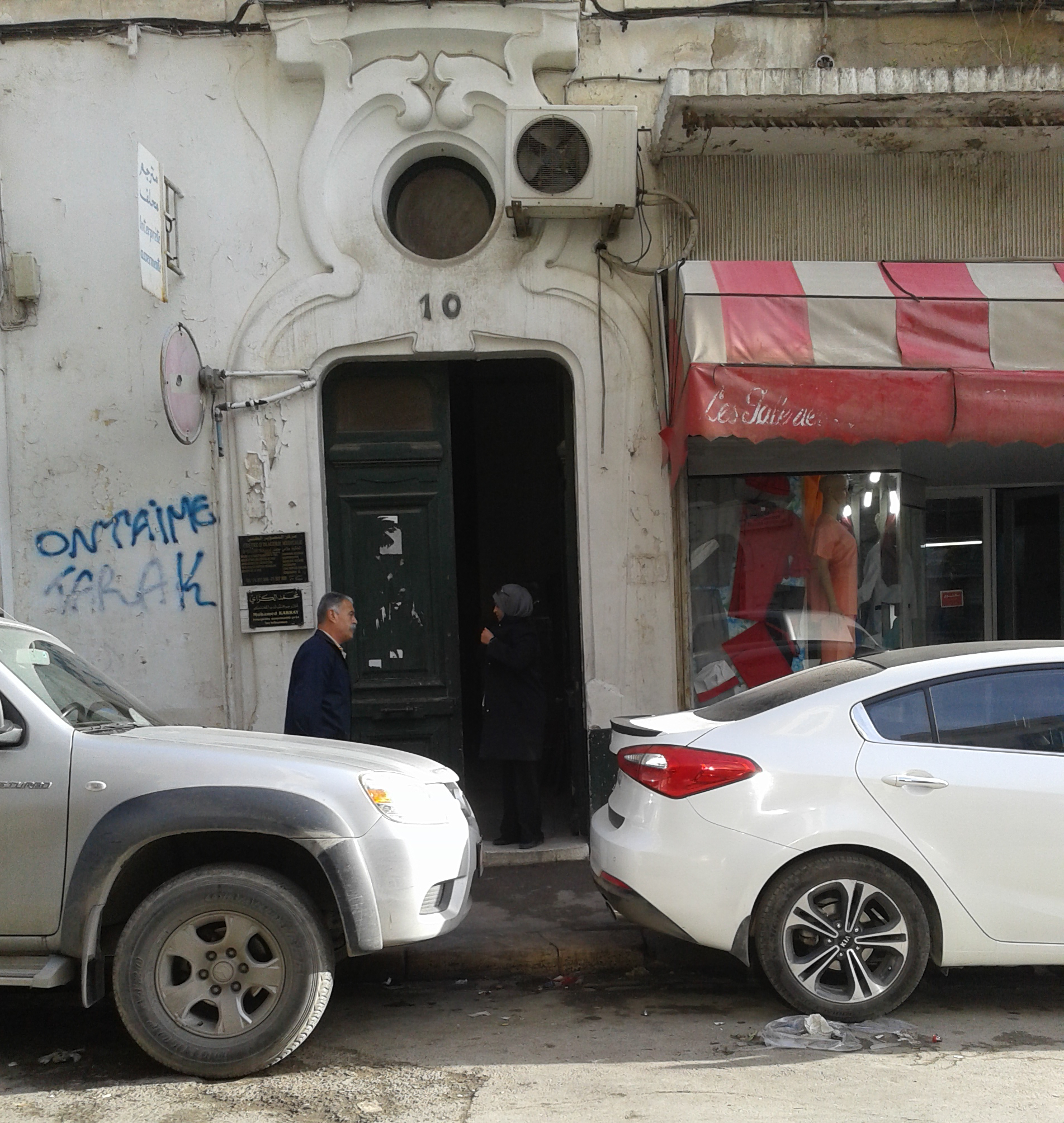
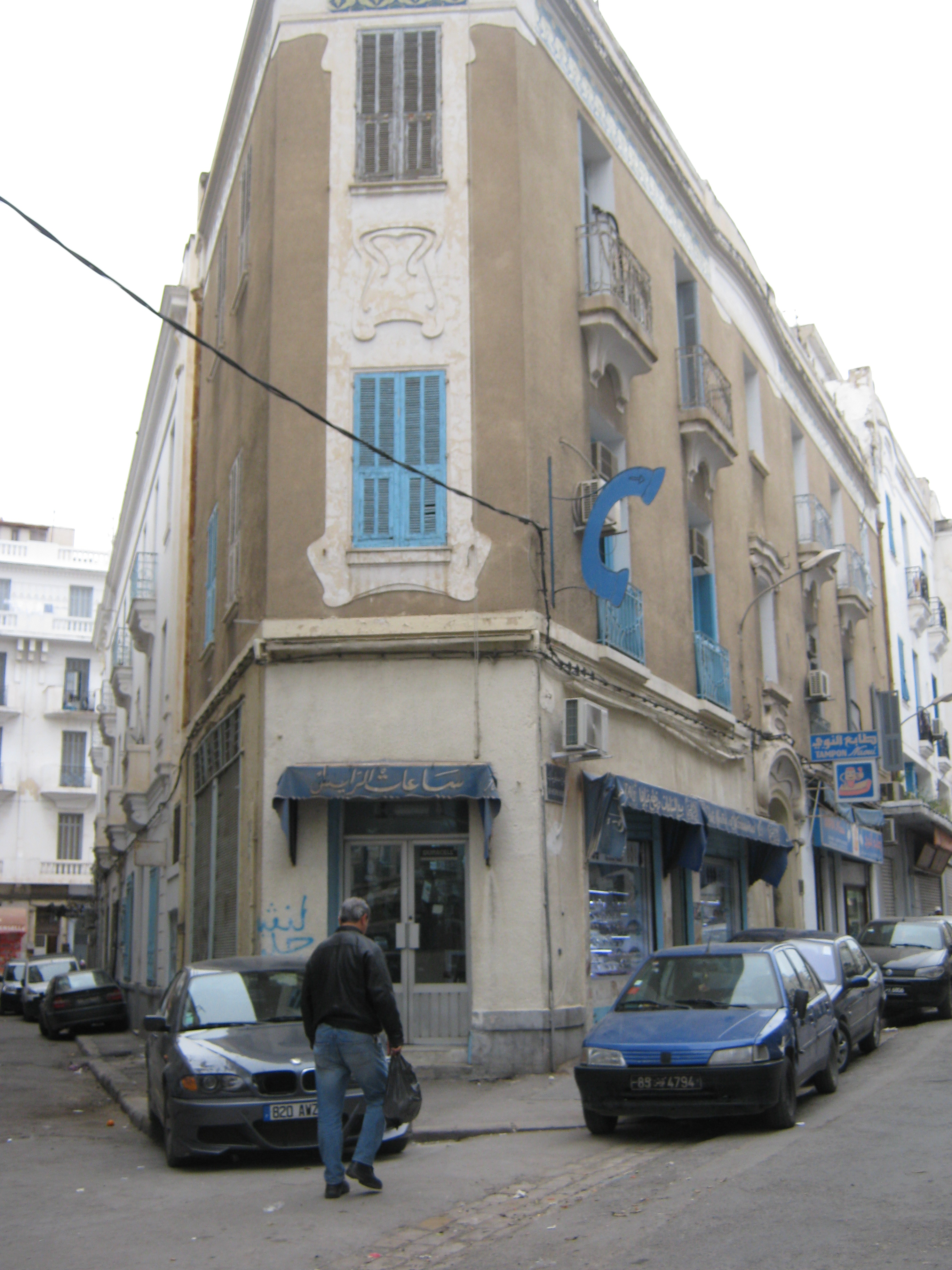

### فندق فرنسا الكبير
يقع فندق فرنسا الكبير في 8 شارع مصطفى مبارك، وشيد في بداية السنوات 1900، الوقت الذي بدأت مدينة تونس تصبح فيه وجهة سياحية شتائية للأوروبيين.

في الأصل، يتكون الفندق من 50 غرفة وثلاثة طوابق. يتميز بموقعه الواقع بين المدينة العتيقة والمدينة الجديدة الأوروبية. قبل أن يصبح فندقا من درجة ثانية، كان عند إنشائه فندقا فخما يتضمن كل وسائل الراحة مثل نظام التدفئة المركزية قديما وماء الحنفية في كل طوابقه.

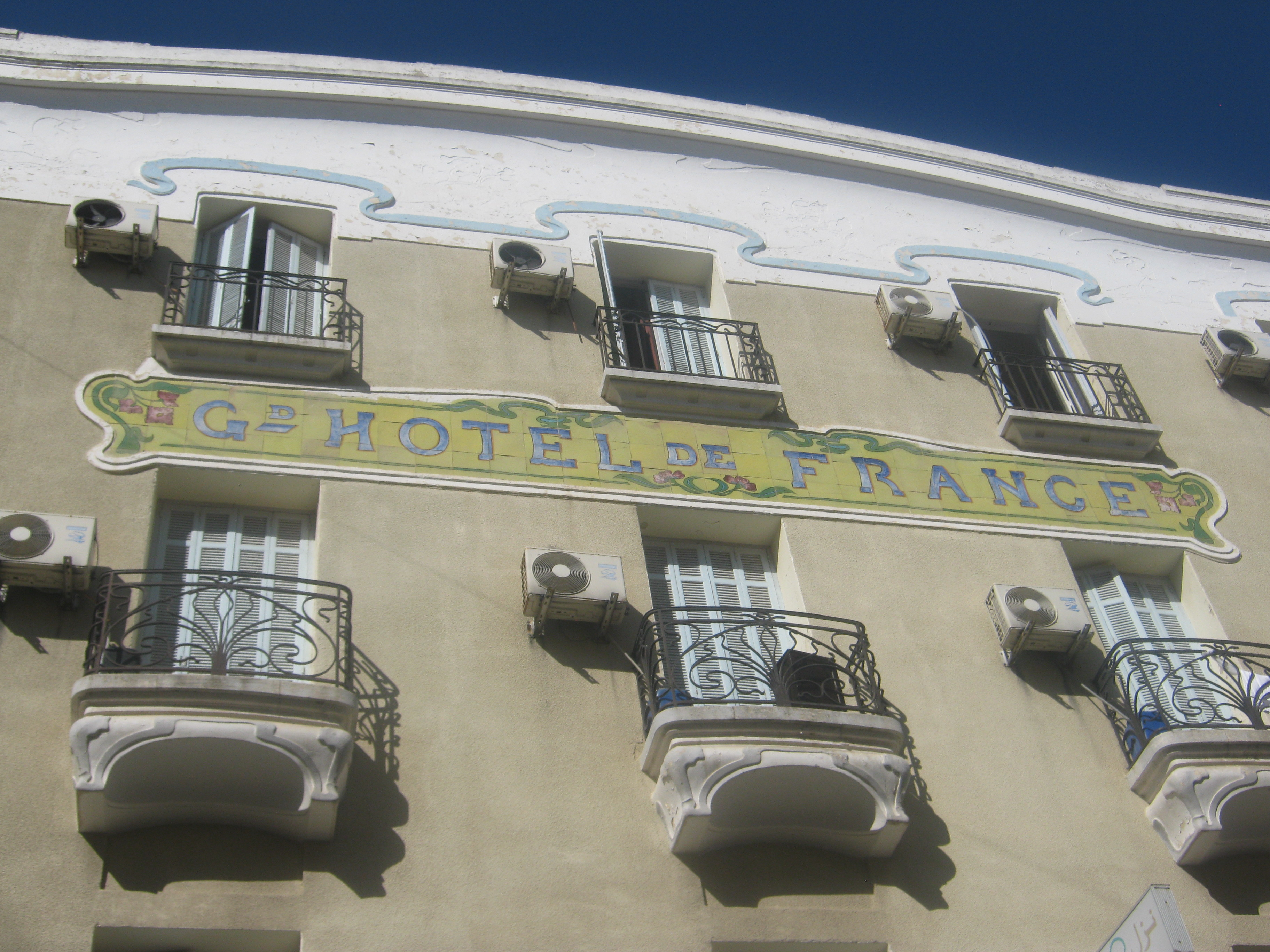
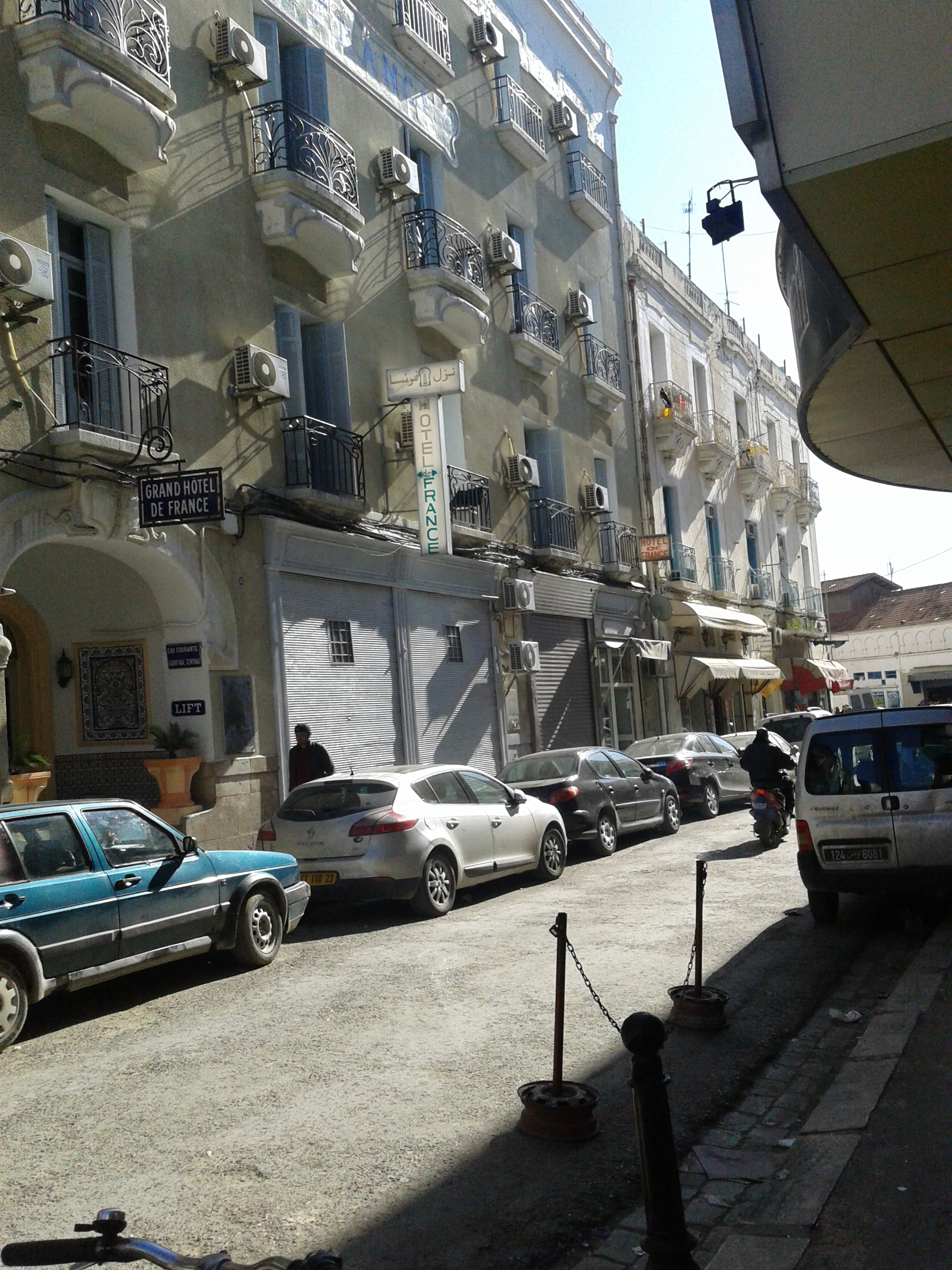

## بناية 7 شارع برج بورقيبة
هذه البناية السكنية الصغيرة تتميز بواجهتها الغنية بعناصر زخرفية من الفن الجديد، إضافة إلى تواجد شرفتين فخمتين وأنيقتين في مركز الواجهة، تربطهما أعمدة صغيرة تصل للأعلى أين مكتوب تاريخ الإنشاء وهو 1907. من بين العناصر الزخرفية يوجد تماثيل بوتي ()، وهي أشكال أنثوية وحيوانية وأشرطة وأصداف ومواد نباتية.

تم تغيير نسبة البناية عبر الترفيع في أحد الطوابق.

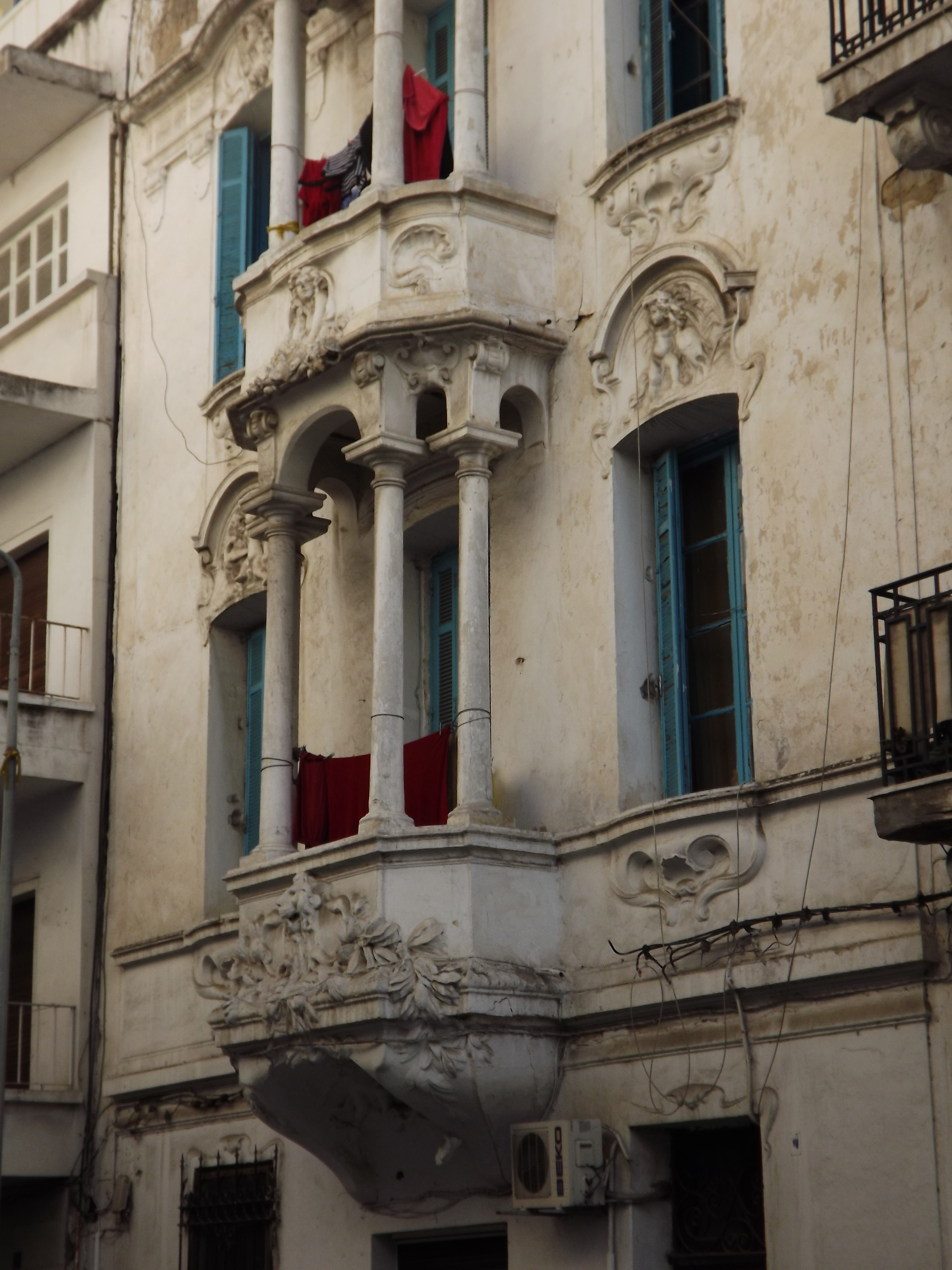
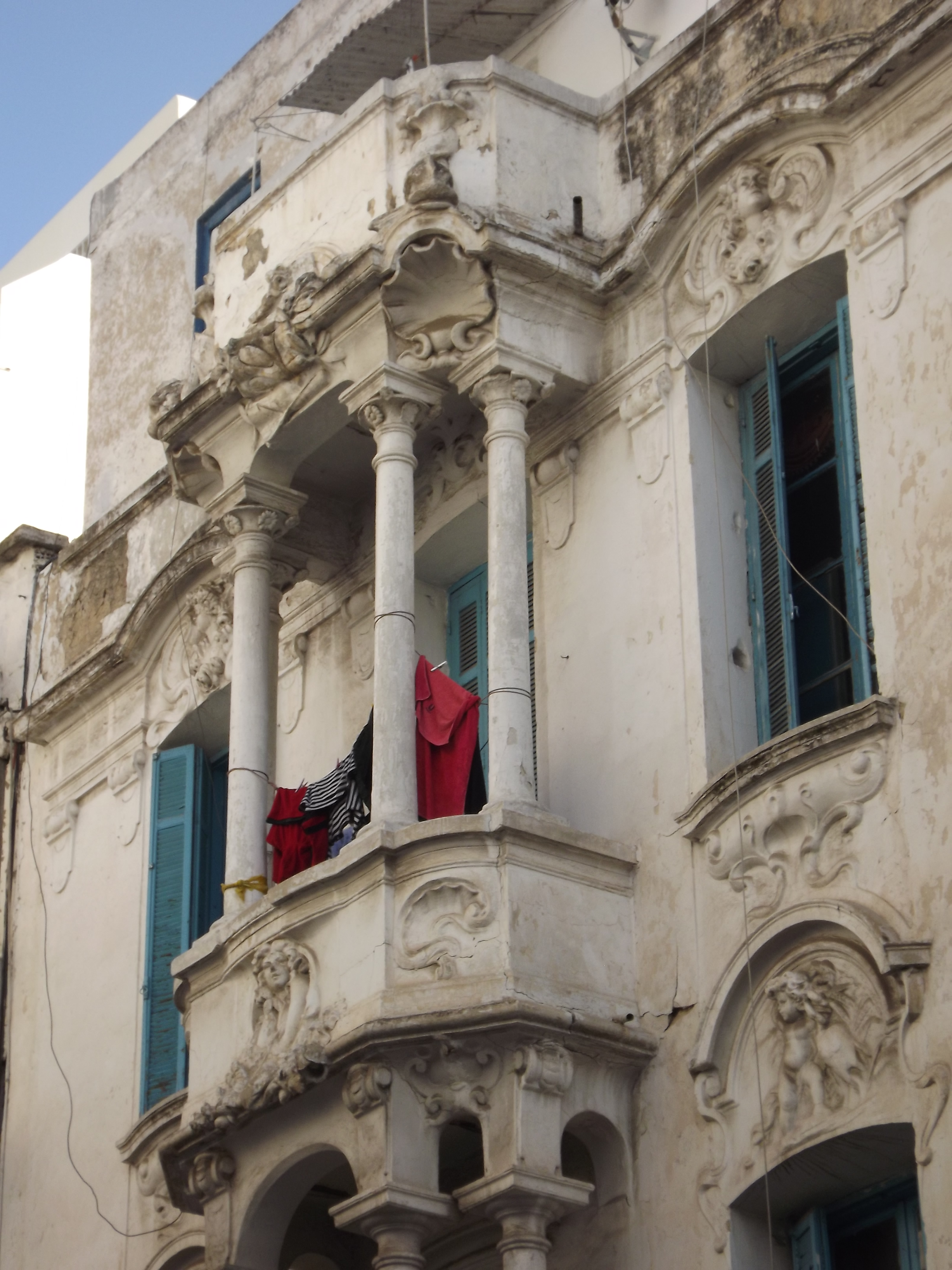
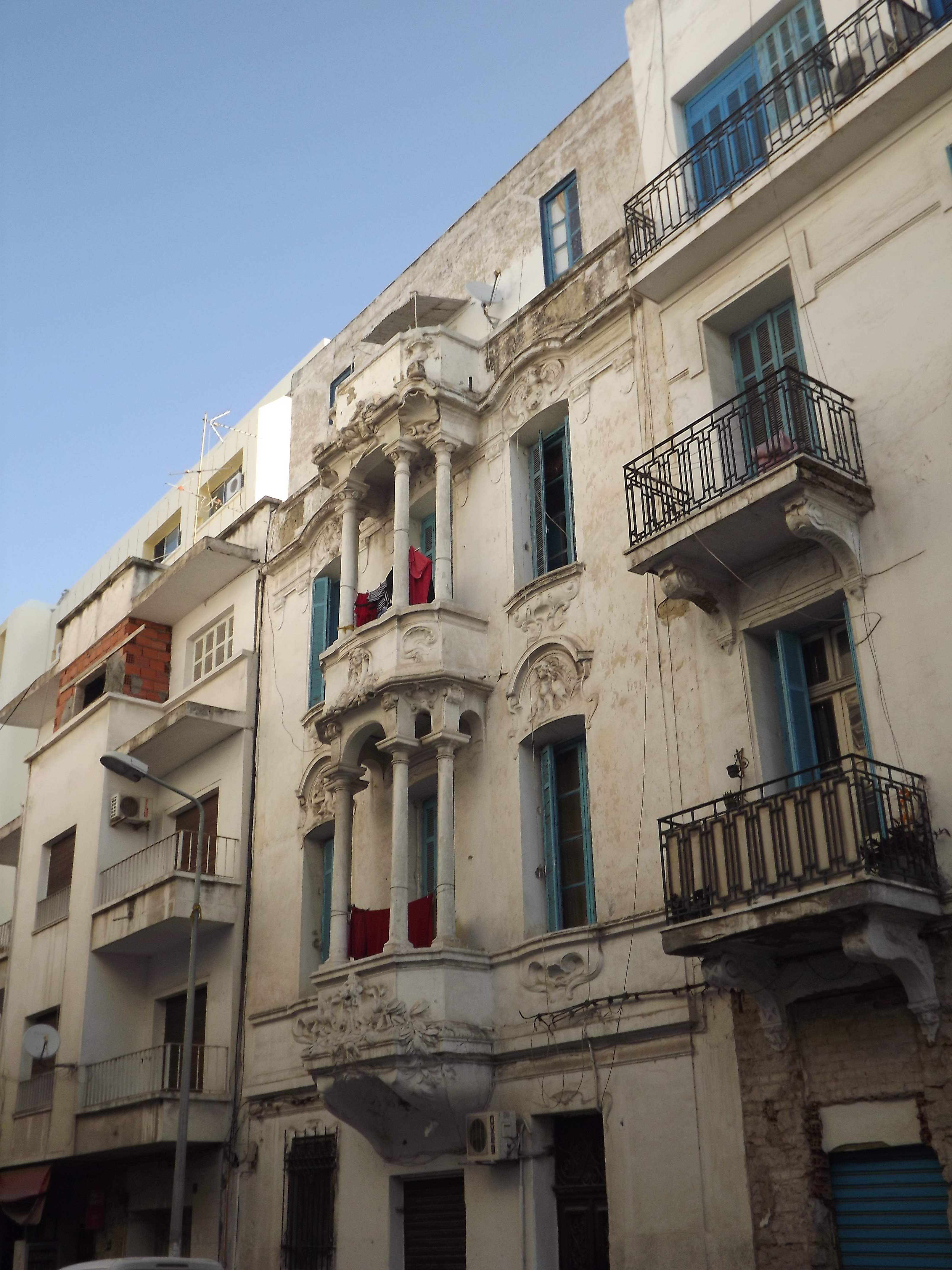

## بناية شارع قرطاج
تم تشييد هذه البناية من قبل المهندس جان إيميلي رسبلوندي في حوالي 1902، وتشبه كثيرا بناية مصحة المولود الجديد.

أشغال جسر شارع قرطاج في 2007، غيرت من مظهر البناية: حيث أن الجسر هو أكثر ارتفاعا من البناية، ولذلك أصبح يحيط بها حائط.

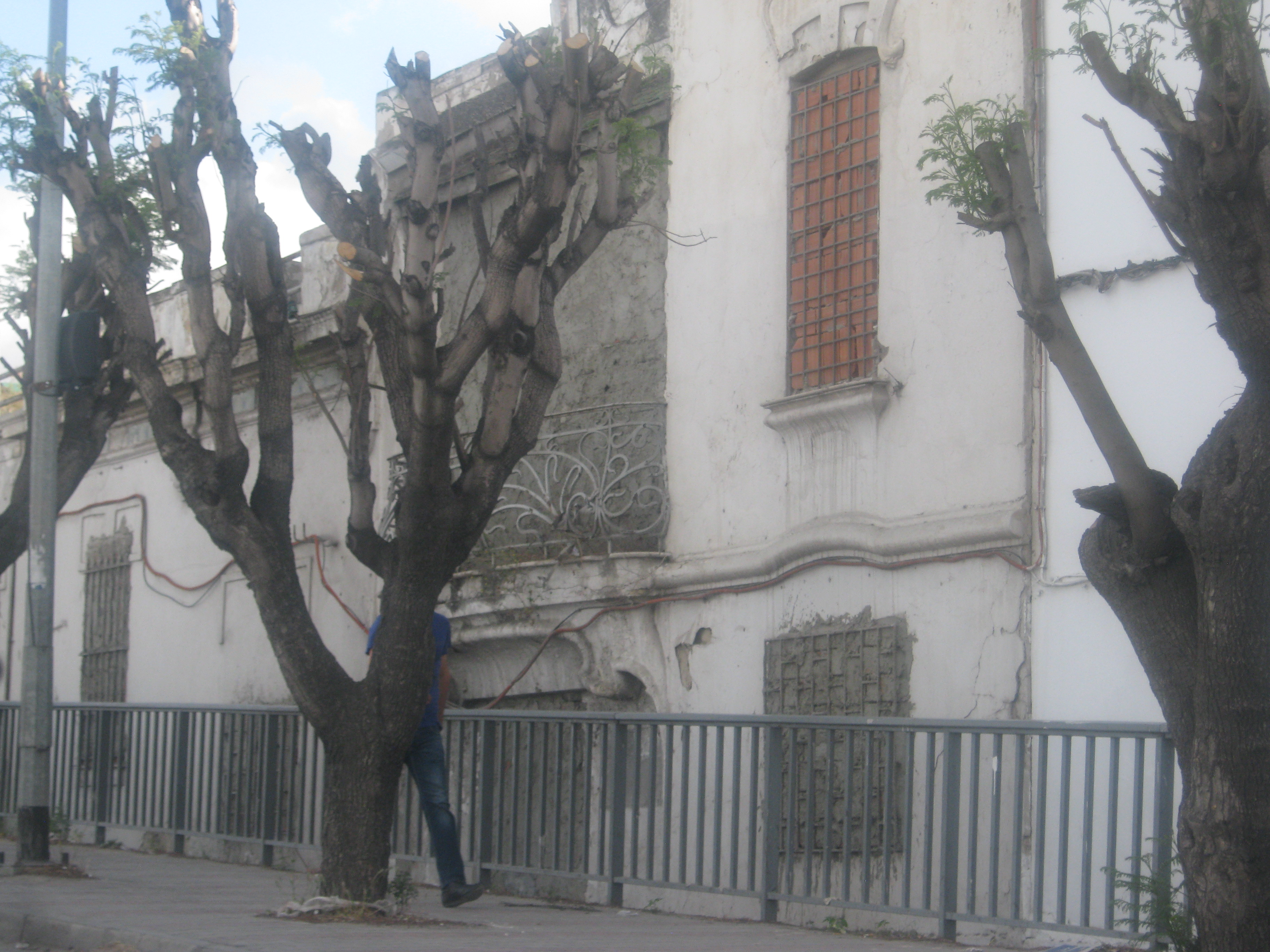
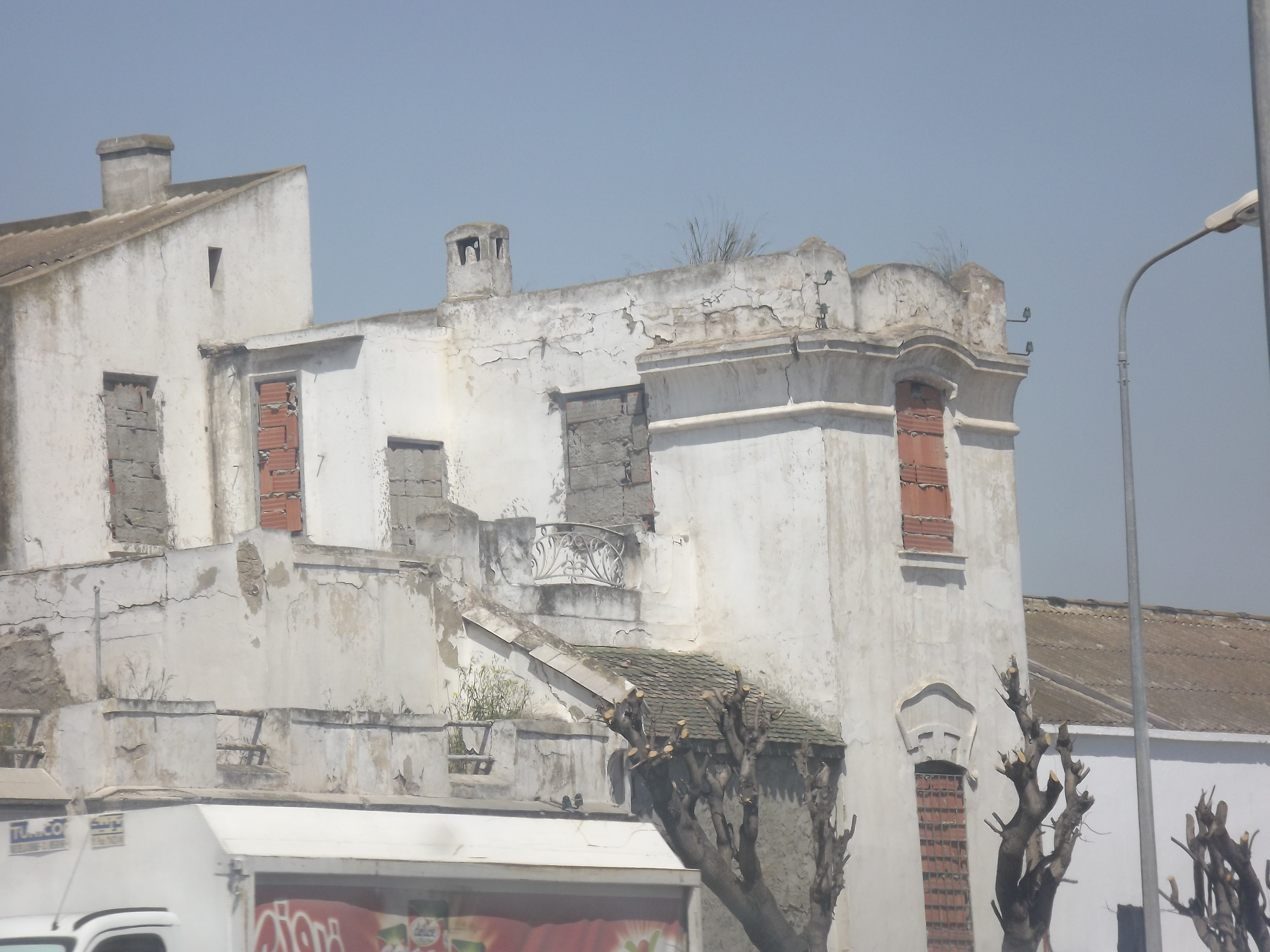
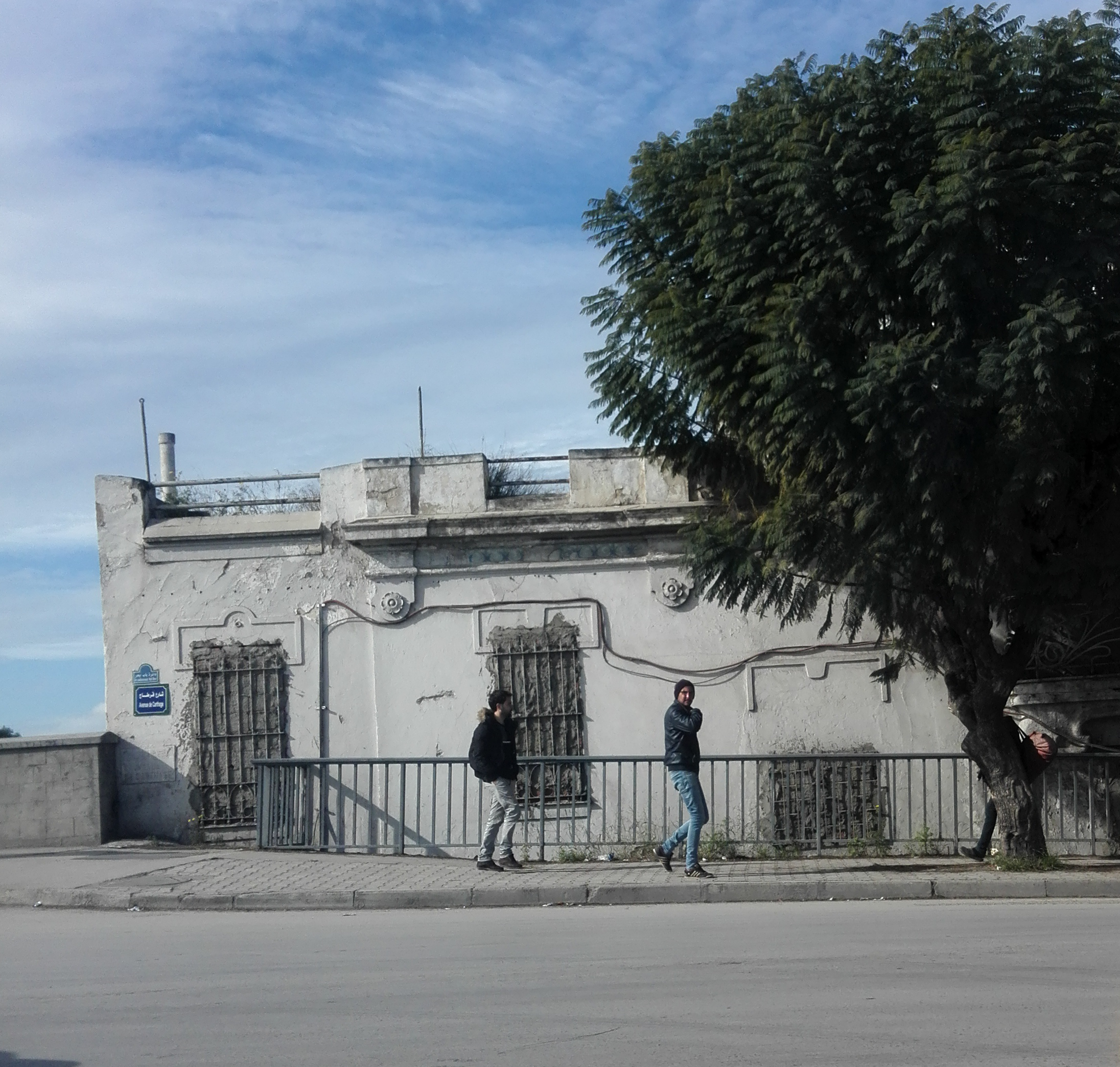

## منزل 15 بيس شارع بيير كوري
يرجع هذا المنزل لطراز قريب مما يوجد في إيطاليا، ويشبه العديد من المباني الأخرى في حلق الوادي. التاج والفتوحات تزينها أشرطة وزهور من الفن الجديد.

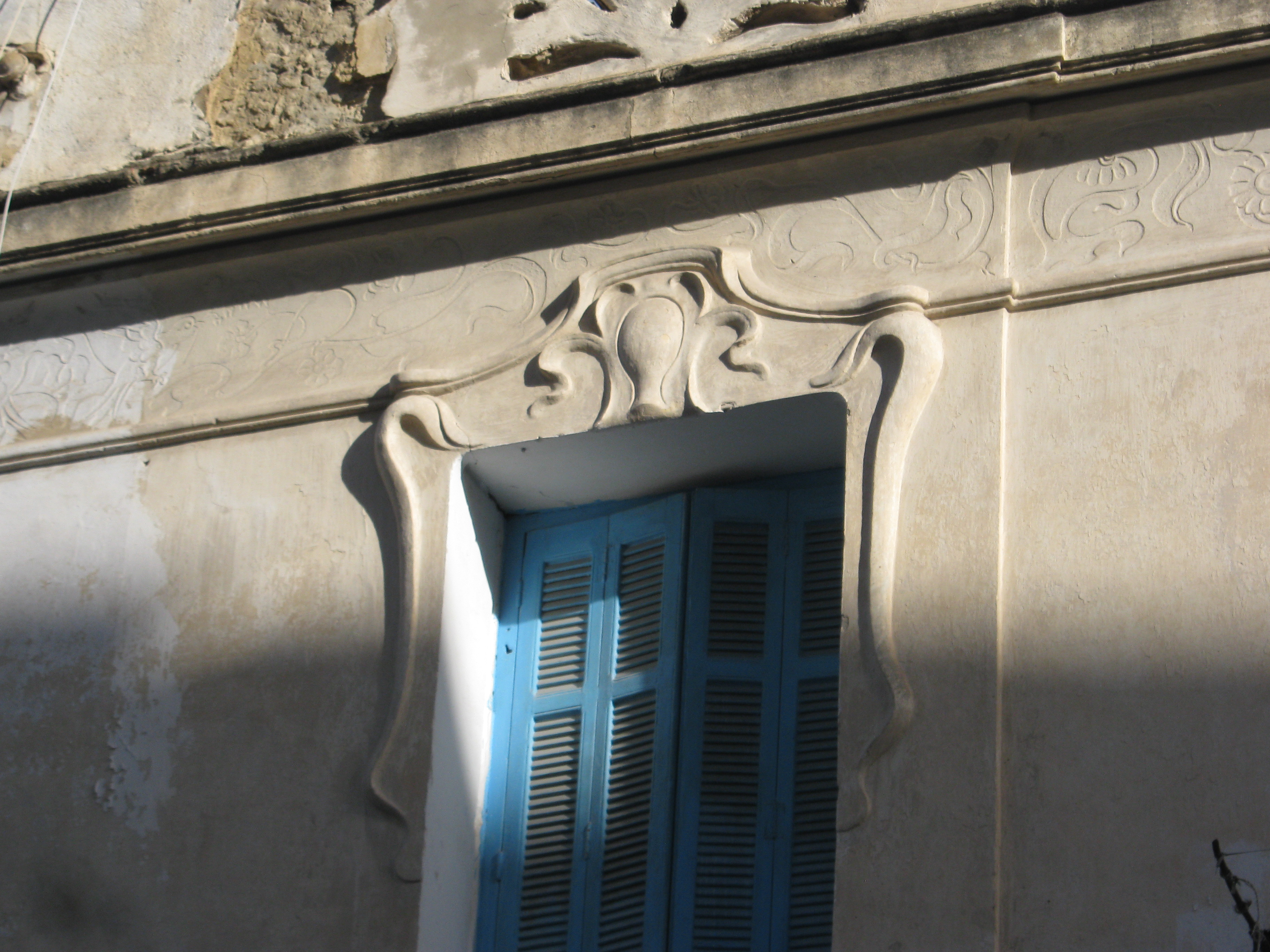
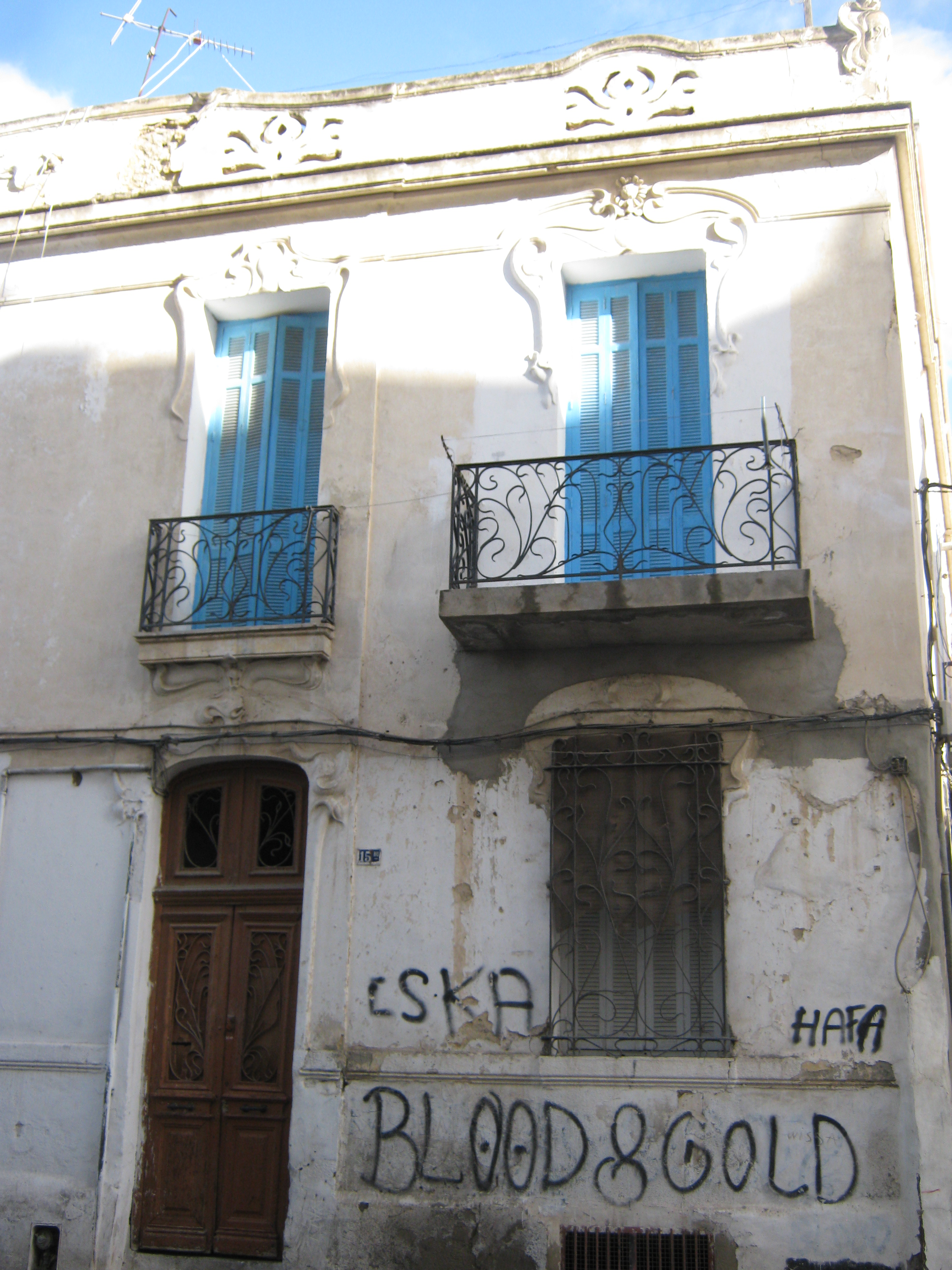

## مقالات ذات صلة
- الفن الجديد

## روابط خارجية
- «Tunis, art nouveau» من برنامج Des Racines et Des Ailes على قناة فرنسا 3 في 28 أبريل 2010 على يوتيوب